# Лил
Лил (фр. Lille, хол. Rijsel) град је у северној Француској. То је главни град департмана Север и региона О де Франс. По подацима из 2011. године број становника у граду је био 227.533.

## Географија
Град лежи на реци Деул, у близини границе са Белгијом, у француској Фландрији. Трећа је по величини речна лука Француске. Ка Лилу гравитирају и оближњи белгијски градови Кортријк и Турне.

### Клима
Клима у области града је умерена океанска: температуре не одскачу много током године, а кише су присутне у сва четири годишња доба.
| Клима (Лил)                | Клима (Лил)  | Клима (Лил)  | Клима (Лил)  | Клима (Лил)  | Клима (Лил) | Клима (Лил)  | Клима (Лил)  | Клима (Лил)  | Клима (Лил)  | Клима (Лил)  | Клима (Лил) | Клима (Лил)  | Клима (Лил)    |
| Показатељ \ Месец          | .Јан.        | .Феб.        | .Мар.        | .Апр.        | .Мај.       | .Јун.        | .Јул.        | .Авг.        | .Сеп.        | .Окт.        | .Нов.       | .Дец.        | .Год.          |
| -------------------------- | ------------ | ------------ | ------------ | ------------ | ----------- | ------------ | ------------ | ------------ | ------------ | ------------ | ----------- | ------------ | -------------- |
| Средњи максимум, °C (°F)   | 6 (43)       | 6,9 (44,4)   | 10,6 (51,1)  | 14,1 (57,4)  | 17,9 (64,2) | 20,6 (69,1)  | 23,3 (73,9)  | 23,3 (73,9)  | 19,7 (67,5)  | 15,2 (59,4)  | 9,8 (49,6)  | 6,4 (43,5)   | 14,5 (58,1)    |
| Просек, °C (°F)            | 3,6 (38,5)   | 4,1 (39,4)   | 8,6 (47,5)   | 9,8 (49,6)   | 13,4 (56,1) | 16,2 (61,2)  | 18,6 (65,5)  | 18,5 (65,3)  | 15,5 (59,9)  | 11,6 (52,9)  | 7,1 (44,8)  | 4,1 (39,4)   | 10,8 (51,4)    |
| Средњи минимум, °C (°F)    | 1,2 (34,2)   | 1,3 (34,3)   | 3,6 (38,5)   | 5,4 (41,7)   | 8,9 (48)    | 11,7 (53,1)  | 13,8 (56,8)  | 13,6 (56,5)  | 11,2 (52,2)  | 8,1 (46,6)   | 4,4 (39,9)  | 1,9 (35,4)   | 7,1 (44,8)     |
| Количина падавина, mm (in) | 60,5 (23,82) | 47,4 (18,66) | 58,3 (22,95) | 50,7 (19,96) | 64 (25,2)   | 64,6 (25,43) | 68,5 (26,97) | 62,8 (24,72) | 61,6 (24,25) | 66,2 (26,06) | 70,1 (27,6) | 67,8 (26,69) | 742,5 (292,32) |
| [ тражи се извор ]         |              |              |              |              |             |              |              |              |              |              |             |              |                |

## Историја
Име Лил потиче од чињенице да се град налази на речном острву (француски: Lille = L'Île - острво), (холандски: Rijsel = Ter ijsel - на острву).
Лил се први пут помиње 1054, а локална легенда каже да је град основан 640. Град су најпре контролисали грофови Фландрије, а Фландрија је у то доба представљала једну од најразвијенијих регија у Европи. Лил је након рата Фландрије и Француске дошао под власт Француске између 1304. и 1369. Од 1369. Лил припада војводству од Бургундије. Бургундија је у то доба Стогодишњега рата постала моћна држава, а Лил је поред Брисела и Дижона био најважнији град. У време бургундијскога војводе Филипа Доброга Лил је постао административни и финансијски центар војводства. Пошто се након смрти посљедњега бургундскога војводе Марије од Бургундије удала за Максимилијана I Хабзбуршкога Фландрија је постала хабсбуршки феуд, а нешто касније припала је шпанским Хабзбурговцима, односно Шпанији за време Филипа II од Шпаније. Град је за време највећега успона текстилне индустрије погодила куга у 16. веку. Средином 16. века део становништва прихвата калвинизам, па од 1555. долази до жестокога обрачуна са њима. Француски краљ Луј XIV је након једногодишње опсаде 1668. заузео Лил и анектирао га Француској. Чувени француски градитељ тврђава Вобан изградио је тврђаву у Лилу до 1670. За време Рата за шпанско наслеђе од 1708. до 1713. Холанђани су окупирали град. Аустријанци су у покушају да пониште ефекте Француске револуције 1792. напали и опседали Лил, али нису га успели заузети. За време Наполеона и током 19. века у граду поново јача текстилна индустрија, па се град убрзано развија.

## Географија

### Клима
| Клима (Лил)                | Клима (Лил)  | Клима (Лил)  | Клима (Лил)  | Клима (Лил)  | Клима (Лил) | Клима (Лил)  | Клима (Лил)  | Клима (Лил)  | Клима (Лил)  | Клима (Лил)  | Клима (Лил) | Клима (Лил)  | Клима (Лил)    |
| Показатељ \ Месец          | .Јан.        | .Феб.        | .Мар.        | .Апр.        | .Мај.       | .Јун.        | .Јул.        | .Авг.        | .Сеп.        | .Окт.        | .Нов.       | .Дец.        | .Год.          |
| -------------------------- | ------------ | ------------ | ------------ | ------------ | ----------- | ------------ | ------------ | ------------ | ------------ | ------------ | ----------- | ------------ | -------------- |
| Средњи максимум, °C (°F)   | 6 (43)       | 6,9 (44,4)   | 10,6 (51,1)  | 14,1 (57,4)  | 17,9 (64,2) | 20,6 (69,1)  | 23,3 (73,9)  | 23,3 (73,9)  | 19,7 (67,5)  | 15,2 (59,4)  | 9,8 (49,6)  | 6,4 (43,5)   | 14,5 (58,1)    |
| Просек, °C (°F)            | 3,6 (38,5)   | 4,1 (39,4)   | 8,6 (47,5)   | 9,8 (49,6)   | 13,4 (56,1) | 16,2 (61,2)  | 18,6 (65,5)  | 18,5 (65,3)  | 15,5 (59,9)  | 11,6 (52,9)  | 7,1 (44,8)  | 4,1 (39,4)   | 10,8 (51,4)    |
| Средњи минимум, °C (°F)    | 1,2 (34,2)   | 1,3 (34,3)   | 3,6 (38,5)   | 5,4 (41,7)   | 8,9 (48)    | 11,7 (53,1)  | 13,8 (56,8)  | 13,6 (56,5)  | 11,2 (52,2)  | 8,1 (46,6)   | 4,4 (39,9)  | 1,9 (35,4)   | 7,1 (44,8)     |
| Количина падавина, mm (in) | 60,5 (23,82) | 47,4 (18,66) | 58,3 (22,95) | 50,7 (19,96) | 64 (25,2)   | 64,6 (25,43) | 68,5 (26,97) | 62,8 (24,72) | 61,6 (24,25) | 66,2 (26,06) | 70,1 (27,6) | 67,8 (26,69) | 742,5 (292,32) |
| [ тражи се извор ]         |              |              |              |              |             |              |              |              |              |              |             |              |                |

## Демографија
| 1962.   | 1968.   | 1975.   | 1982.   | 1990.   | 1999.   | 2006.   | 2011.                             |
| ------- | ------- | ------- | ------- | ------- | ------- | ------- | --------------------------------- |
| 193.096 | 190.546 | 172.280 | 196.705 | 198.691 | 212.597 | 226.014 | 227.533 sansdoublescomptes= 1.962 |

У ширем подручју, у које спадају суседни градови Рубе и Туркоан, и сателитски град Вилнев Даск, основан 1970, живи више од 1,1 милиона становника (1999). По томе је подручје Лила четврта највећа агломерација Француске.
Лил је град са највећим бројем студентског становништва у Француској, између 90.000 и 150.000.

## Привреда
Област градова Лил, Рубе и Туркоинг је традиционално позната по текстилној индустрији.
У Лилу постоји 8.341 предузећа (31.496 у ширем подручју), од којих је 57% послује у области услуга, 34% у трговини, а 9% у индустрији. Међу њима доминирају (90%) мала предузећа са мање од 10 запослених.

### Саобраћај
Лил је важна раскрсница у европској мрежи брзих возова (TGV). Град лежи на линији Еуростара ка Лондону и Талиса према Амстердаму и Келну. Воз Талис на линији Париз-Брисел не стаје у Лилу.
Лил поседује једну од првих и најдужих линија аутоматског метроа на свету.

## Знаменити грађани
- Емил Бернар, сликар
- Мадлен Дамермон (1917—1944), борац у покрету отпора
- Жан Дјудоне, математичар
- Жулијен Дувивијер, писац и режисер
- Пјер Дегејтер (1848-1932), композитор музике за Интернационалу
- Шарл де Гол (1890—1970), генерал и државник
- Филип Ноаре, глумац
- Матијас де Лобел, ботаничар
- Едуар Лало, композитор
- Жан Батист Перен, физичар, добитник Нобелове награде

## Партнерски градови
- Еш сир Алзет
- Лијеж
- Торино
- Ротердам
- Келн
- Лидс
- Ерфурт
- Буфало
- Nablus
- Telemcan
- Сафед
- Харков
- Сен Луј
- Шангај
- Ваљадолид
- Вроцлав